# John Hawkins (géologue)
Pour les articles homonymes, voir John Hawkins et Hawkins.
John Hawkins (né le 6 mai 1761 et mort le 4 juillet 1841) est un géologue et voyageur anglais.
John Hawkins fait ses études à Winchester College puis Trinity College (Cambridge). Il entre au Lincoln's Inn, mais préfère se diriger vers la minéralogie et se spécialise dans la géologie de sa région d'origine, la Cornouailles. Il entre à la Royal Society en 1791.
Il voyage jusqu'en Grèce où il achète une partie des dessins de Louis-François-Sébastien Fauvel en 1798.